# Simon Danielli
Simon Charles Jonathan Danielli (Edimburgo, 8 settembre 1979) è un ex rugbista a 15 britannico, internazionale per la Scozia, in carriera attivo nel ruolo di tre quarti ala. Con la Nazionale scozzese ha preso parte a due edizioni della Coppa del Mondo.

## Biografia
Danielli frequentò il Cheltenham College e studiò filosofia e teologia presso il Trinity College di Oxford, dove disputò il Varsity Match contro Cambridge nel 1999 e nel 2000.

## Carriera rugbistica
Danielli fu schierato nelle nazionali giovanili dell'Inghilterra, ma nel gennaio del 2003 decise di passare alla nazionale scozzese. Con gli Highlanders esordì ad agosto in un test-match per la Coppa del Mondo di rugby 2003 contro l'Italia, segnando una meta. Alla partenza in coppa, contro gli U.S.A., Danielli contribuì in maniera sostanziale alla vittoria dei suoi, oltrepassando per ben due volte la linea di meta avversaria e impressionando il pubblico, cosa che accadde anche nel resto del torneo. Il giocatore segnò un'altra meta importante per lui nel 2004, al Murrayfield Stadium, nel suo debutto casalingo nel Sei Nazioni, contro l'Inghilterra.
Danielli passò alla fine dell'estate del 2001 dai Bristol Shoguns al Bath Rugby, nel quale rimase fino al 2004, anno di passaggio ai Border Reivers. Nel suddetto club, Danielli giocò per tre stagioni, fino a quando il giocatore, in seguito alla dissoluzione del club, decise di cambiare squadra, approdando così agli irlandesi dell'Ulster.
Danielli ha lasciato la nazionale nel 2005, per poi essere riconvocato per il Sei Nazioni 2006.
La sua ultima apparizione internazionale risale al 21 novembre 2009, quando ha disputato un test-match contro l'Australia.